# Coloboma

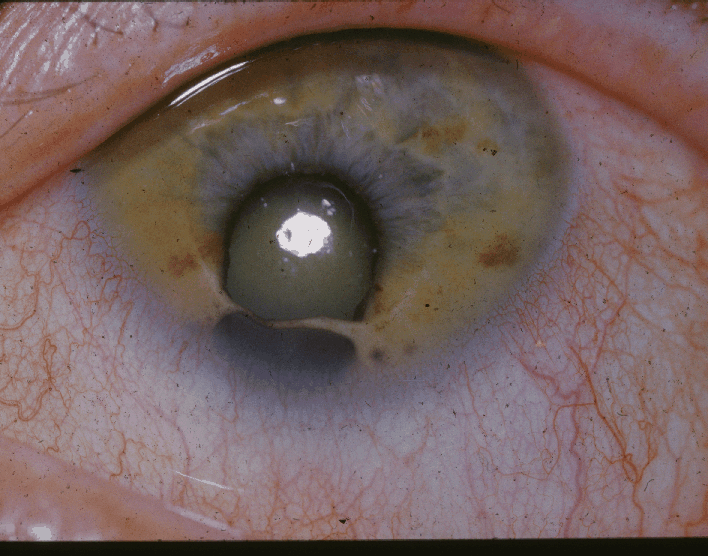
Coloboma.

Coloboma é uma malformação congênita, hereditária na forma de defeito ocular isolado, ou produzida pela ação de drogas ou agentes infecciosos, podendo atingir uma das estruturas de um ou de ambos os olhos, tal como a íris, a coróide, a pálpebra, a retina e o nervo óptico. A patologia afeta de uma a duas pessoas em cada dez mil.
O coloboma resulta do fechamento deficiente da fissura embrionária, na fase intrauterina, durante o primeiro ou segundo mês de gestação. Consoante sua localização e extensão, o dano à visão poderá ser severo, ou não. Quando se limita à íris, não há problema, ao contrário do que ocorre quando a malformação atinge o nervo ótico e a retina.
Uma fissura unilateral de uma pálpebra superior é o tipo mais comum de coloboma palpebral.